# Nathan Myhrvold

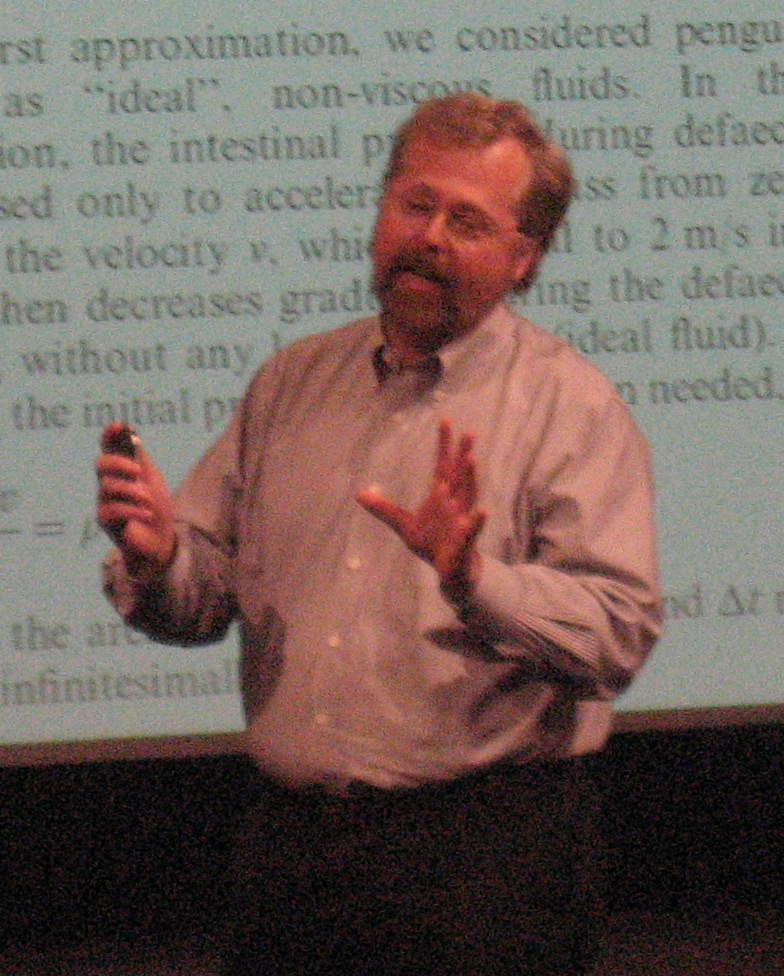
Nathan Myhrvold (2007)

Nathan Myhrvold (* 3. August 1959 in Seattle) ist ein ehemaliger Chief Technical Officer von Microsoft und Mitbegründer von Intellectual Ventures.

## Leben
Myhrvold ist ein Sohn der Lehrerin Nathalie Myhrvold und wuchs zusammen mit seinem Bruder Cameron in bescheidenen Verhältnissen und ohne Vater auf. Er konnte trotzdem Privatschulen in Los Angeles besuchen und bekam ein Stipendium an der Mirman School, einer Einrichtung für Hochbegabte. Er erlangte mit 19 sein Diplom in Mathematik, schloss mit 23 sein Studium an der Princeton University mit dem Doktor in mathematischer und theoretischer Physik ab. Im Anschluss war er für ein Jahr in Cambridge Post-Doktorand bei Stephen Hawking. In Oakland, Kalifornien, gründete er seine eigene Softwarefirma Dynamical Systems, die 1986 von Microsoft gekauft wurde. Er blieb bis 1999 bei Microsoft, 1991 gründete Myhrvold deren Forschungsableger Microsoft Research in Redmond.

## Werk
Myhrvolds Forschungen und Projekte wurden in diversen Fachjournalen und Magazinen (Harvard Business Review, The Wall Street Journal, Fortune, Time und National Geographic Traveler) veröffentlicht. Die US-amerikanische Fachzeitschrift für Außenpolitik Foreign Policy nahm ihn 2010 in ihre Liste der 100 weltweit wichtigsten Vordenker auf. Das US-amerikanische Time Magazine zählte ihn im Jahr 2011 zu den 100 einflussreichsten Personen der USA.
Myhrvold ist Hobbykoch, Buchautor und Fotograf. Kulinarische Erfahrungen sammelte er als Lehrling von Thierry Rautureau im Rover’s, einem der führenden Restaurants von Seattle. Zusätzlich besuchte er die Kochschule École de Cuisine la Varenne in Frankreich. 2011 veröffentlichte Myhrvold gemeinsam mit Chris Young und Maxime Bilet das sechsbändige Kochbuch Modernist Cuisine: The Art and Science of Cooking. Das Kompendium versteht sich wegen seines wissenschaftlichen Ansatzes als Neudefinition der modernen Art zu kochen und beinhaltet Elemente der Experimentalküche – Myhrvold distanziert sich im Buch vom irreführenden Begriff „Molekularküche“. Beispiele sind die Verwendung eines Homogenisators, einer Zentrifuge und das Vakuumgaren. Obwohl Myhrvold behauptet, sein Werk könne auch von Hobby-Köchen ohne Labor praktisch umgesetzt werden, veranschlagt er für die Zubereitung des „perfekten Cheeseburgers“ rund 30 Stunden.

## Schriften
- Bill Gates: Der Weg nach vorn: die Zukunft der Informationsgesellschaft. In Zusammenarbeit mit Nathan Myhrvold und Peter Rinearson, Hoffmann und Campe, Hamburg 1995, ISBN 978-3-455-11044-9
- Nathan Myhrvold: Modernist Cuisine. Taschen, Köln 2011, Werk in sechs Bänden, ISBN 978-3-8365-3256-3
  - Bd. 1., Geschichte & Grundlagen, 335 Seiten
  - Bd. 2., Techniken & Ausstattung, 473 Seiten
  - Bd. 3., Tiere & Pflanzen, 401 Seiten
  - Bd. 4., Zutaten & Zubereitung, 403 Seiten
  - Bd. 5., Chefgerichte, 287 Seiten
  - Bd. 6., Rezepthandbuch, 361 Seiten
- Nathan Myhrvold, Maxime Bilet: Modernist Cuisine at Home. Taschen, Köln 2013, Werk in zwei Bänden, ISBN 978-3-8365-4648-5
  - Hauptband, 273 Seiten
  - Rezepthandbuch, 220 Seiten
- Nathan Myhrvold, Francisco Migoya: Modernist Bread Deutsche Ausgabe. Phaidon, Berlin 2019, Werk in fünf Teilen, ISBN 978-0-9992929-3-8.
- Nathan Myhrvold, Francisco Migoya: Modernist Pizza. Phaidon, Berlin 2022, Werk in drei Bänden, ISBN 978-1-73438-616-5.